# الاتحاد العام التونسي للشغل
الاتحاد العام التونسي للشغل هو أكبر منظمة نقابية تونسية وتضم 000 500 عضو في 2017. 

تأسس الاتحاد في 20 يناير 1946 خلال المؤتمر الذي انعقد بالمدرسة الخلدونية من قبل فرحات حشاد ومحمد الفاضل بن عاشور، ويقع مقره في تونس العاصمة. ينشط الاتحاد أساسا في القطاع العام، وله 24 اتحادا جهويا و19 منظمة قطاعية و21 نقابة أساسية. ينتقده البعض بسبب مركزية السلطة فيه، وضعف تمثيل المرأة والقطاع الخاص وبعض ولايات الساحل.

الاتحاد عضو في الاتحاد الدولي لنقابات العمال الحرة، ومنذ نوفمبر 2006 في اتحاد النقابات الدولي.

يملك الاتحاد صحيفته الخاصة وهي الشعب، ووكالة أسفار وجمعية تعاونية في قطاع الصيد البحري، وشركة تأمين مشتركة. من جهة أخرى يقوم بكراء فندق أميلكار في قرطاج.

جاء تأسيس الاتحاد بعد فشل محاولتين سابقتين لتأسيس منظمة نقابية وطنية هما جامعة عموم العملة التونسية الأولى في العشرينات ثم الثانية في الثلاثينات. وقد بقي الاتحاد هو المنظمة النقابية الوحيدة على الساحة التونسية بعد الاستقلال رغم محاولات للخروج عليها وتأسيس منظمات أخرى هي: الاتحاد التونسي للشغل في الخمسينات والاتحاد الوطني التونسي للشغل في الثمانينات، والجامعة العامة التونسية للشغل عام 2006. بعد الثورة التونسية في 2011، خسر الاتحاد احتكاره لهذا القطاع النقابي، وذلك بعد تأسيس الجامعة العامة التونسية للشغل في 1 فبراير 2011 والمنظمة التونسية للشغل في 26 أغسطس 2013.

الاتحاد هو أحد مكونات رباعي الحوار الوطني الذي تحصل على جائزة نوبل للسلام في 2015 لنجاحه في الخروج بتونس من أزمتها السياسية عبر الحوار الوطني والتوصل للمصادقة على دستور تونس 2014 وتنظيم الانتخابات التشريعية والرئاسية.

## التاريخ

### النضال الوطني والاجتماعي

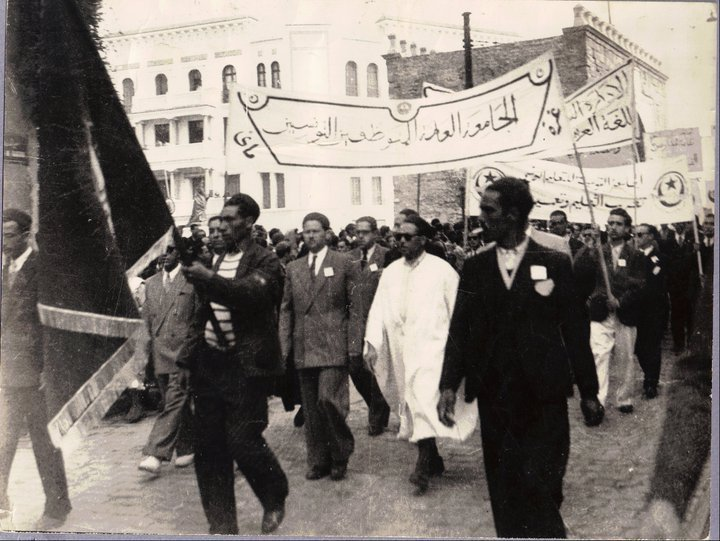
مسيرة للاتحاد عام 1951، ويظهر فرحات حشاد في الوسط

إلى جانب النضال الاجتماعي الذي قام به الاتحاد العام التونسي للشغل خلال الفترة الاستعمارية، قام بدور وطني بارز من خلال الإضرابات ومواقف قادته من مختلف القضايا الوطنية المطروحة ومن خلال تنسيقه مع الحزب الحر الدستوري الجديد التونسي الجديد أكبر الأحزاب الوطنية. وقد تولى زعيمه فرحات حشاد خلال فترة المقاومة العنيفة قيادة الحركة الوطنية، وهو ما كلفه الاستشهاد حيث اغتالته عصابة اليد الحمراء الاستعمارية يوم 5 ديسمبر/كانون الأول 1952.

### في السلطة
خلال الصراع اليوسفي البورقيبي سنتي 1955 و1956، وقف اتحاد الشغل إلى جانب الزعيم الحبيب بورقيبة، وقد أشرف النقابيون على تنظيم وحراسة المؤتمر الذي نظمه الحزب الحر الدستوري الجديد بمدينة صفاقس في منتصف نوفمبر/تشرين الثاني 1955. ومقابل ذلك تمكن النقابيون من تمرير برنامجهم الاجتماعي إلى الحزب الذي سيتولى مقاليد الحكم بمجرد حصول البلاد على استقلالها في 20 مارس/آذار 1956. وفي أول حكومة بعد الاستقلال تولى عدد من أعضاء المكتب التنفيذي حقائب وزارية هامة ومن بينهم السادة مصطفى الفيلالي وعبد الله فرحات فضلا عن الأمين الشابي ومحمود المسعدي بعد ذلك...

### مع السلطة
غير أن تلك العلاقة سرعان ما انفجرت سنة 1956 حيث أبعد السيد أحمد بن صالح عن الأمانة العامة بأمر من بورقيبة. وأصبحت السلطة تتدخل في تسمية وعزل المسؤولين النقابيين ومن بينهم السيد الحبيب عاشور سنة 1965. وقد نصب عوضا عنه أمين عام موال للسلطة هو السيد البشير بلاغة. وبعد أن وقع التراجع عن التجربة التعاضدية سنة 1969، أعيد عاشور على رأس المنظمة النقابية ليدعم التوجه الجديد الذي كان يقوده الوزير الأول السيد الهادي نويرة.

### بين الشد والجذب
لكن ما فتئ أن انقلبت الأوضاع في النصف الثاني من السبعينات حتى استقال الحبيب عاشور من قيادة الحزب الحاكم، وأعلن الاتحاد العام لتونسي للشغل الإضراب العام في البلاد وهو ما أدى إلى مواجهات وصدامات في الشارع سقط خلالها العشرات فيما يعرف في اليوميات التونسية بالخميس الأسود 26 جانفي 1978. وألقي القبض على القيادات النقابية، ليطلق سراحهم سنة 1980 في ظرفية جديدة. ثم استمرت وضعية الشد والجذب بعد ذلك حتى أعيد عاشور إلى السجن من جديد في أواسط الثمانينات.

### الاتحاد الجديد

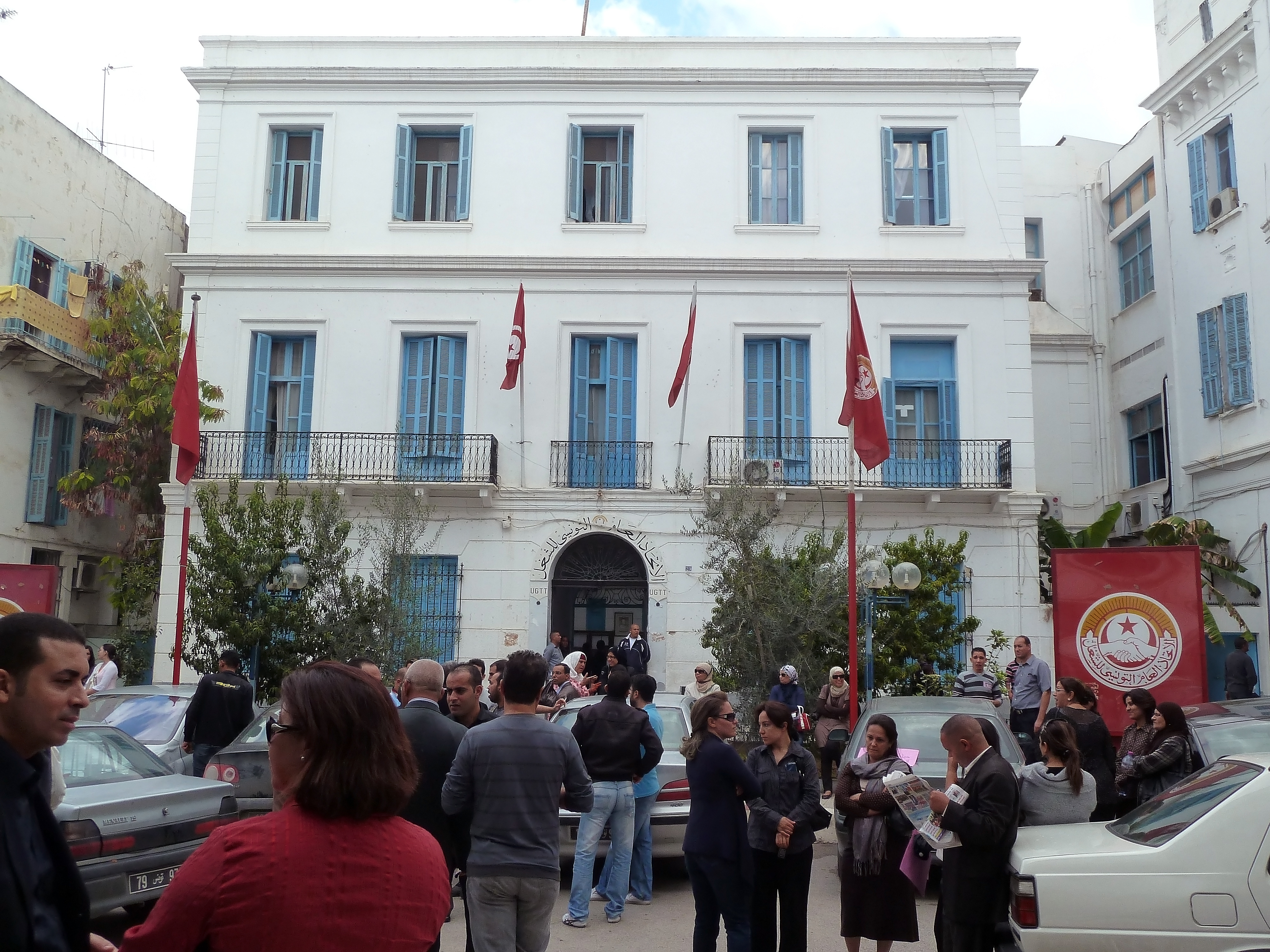
مقر الاتحاد بساحة محمد علي

بعد المسار الجديد الذي سلكته البلاد إثر السابع من نوفمبر 1987، انعقد مؤتمر خارق للعادة للاتحاد في مدينة سوسة سنة 1989 وصعدت قيادة جديدة على رأسها السيد إسماعيل السحباني الذي أعيد انتخابه سنتي 1993 و1999، لكنه انتهى سنة 2000 بالسجن حيث وجهت إليه تهم بالفساد. وقد عوضه على رأس الاتحاد في 21 سبتمبر 2000 السيد عبد السلام جراد وقد أعيد انتخابه في المؤتمر المنعقد في جربة سنة 2002 كما انتخب مرة أخرى سنة 2006. وتميزت هذه الفترة في عمومها بتراجع العمل النقابي في ظل العولمة والاتجاه الجارف نحو الخوصصة.
أما سياسيا فقد أيد الاتحاد سنة 2004 ترشيح الرئيس زين العابدين بن علي للانتخابات الرئاسية. إلا أنه وقف ضد الزيارة التي كان يزمع القيام بها إلى تونس أرييل شارون بمناسبة القمة العالمية لمجتمع المعلومات (نوفمبر 2005). كما عرفت هذه الفترة محاولة لتأسيس نقابة جديدة هي الكنفيدرالية العامة للشغل في التسعينات.

### بعد الثورة

#### حادثة 4 ديسمبر 2012
شهدت ساحة محمد علي، أين يقع المقر المركزي للاتحاد العام التونسي للشغل اشتبكات خلال احياء الاتحاد للذكرى الستين لاغتيال مؤسس المنظمة، المناضل النقابي والوطني التونسي فرحات حشاد.
وعلى اثر هذا الاعتداء اعلنت الهيئة الادارية للاتحاد في بيان حرر في اليوم الموالي (5 ديسمبر 2012) أنها ستنظم اضراب عاما في كافة أرجاء الجمهورية التونسية يوم 13 ديسمبر 2012.
أمّا يوم 6 ديسمبر 2012، فقد شهدت كل من ولاية صفاقس، سيدي بوزيد، سليانة وقفصة إضرابات عامة لقت نجاحا متوسطا.
واثر لقاء بين الأمين العام للاتحاد حسين العباسي ورئيس الجمهورية التونسية الدكتور المنصف المرزوقي، أكد الأمين العام تمسك الاتحاد بالاضراب العام يوم 13 ديسمبر 2012.
وتنديدا بهذه الواقعة، أصدرت رئاسة المجلس الوطني التأسيسي  وعدد كبير من الأحزاب اليسارية والديمقراطية إضافة إلى عدد هام من النقابات والمنظمات العالمية بيانات عبروا من خلالها عن دعمهم للاتحاد وعن تأكيدهم لأهمية حلّ رابطات حماية الثورة.

## القيادة

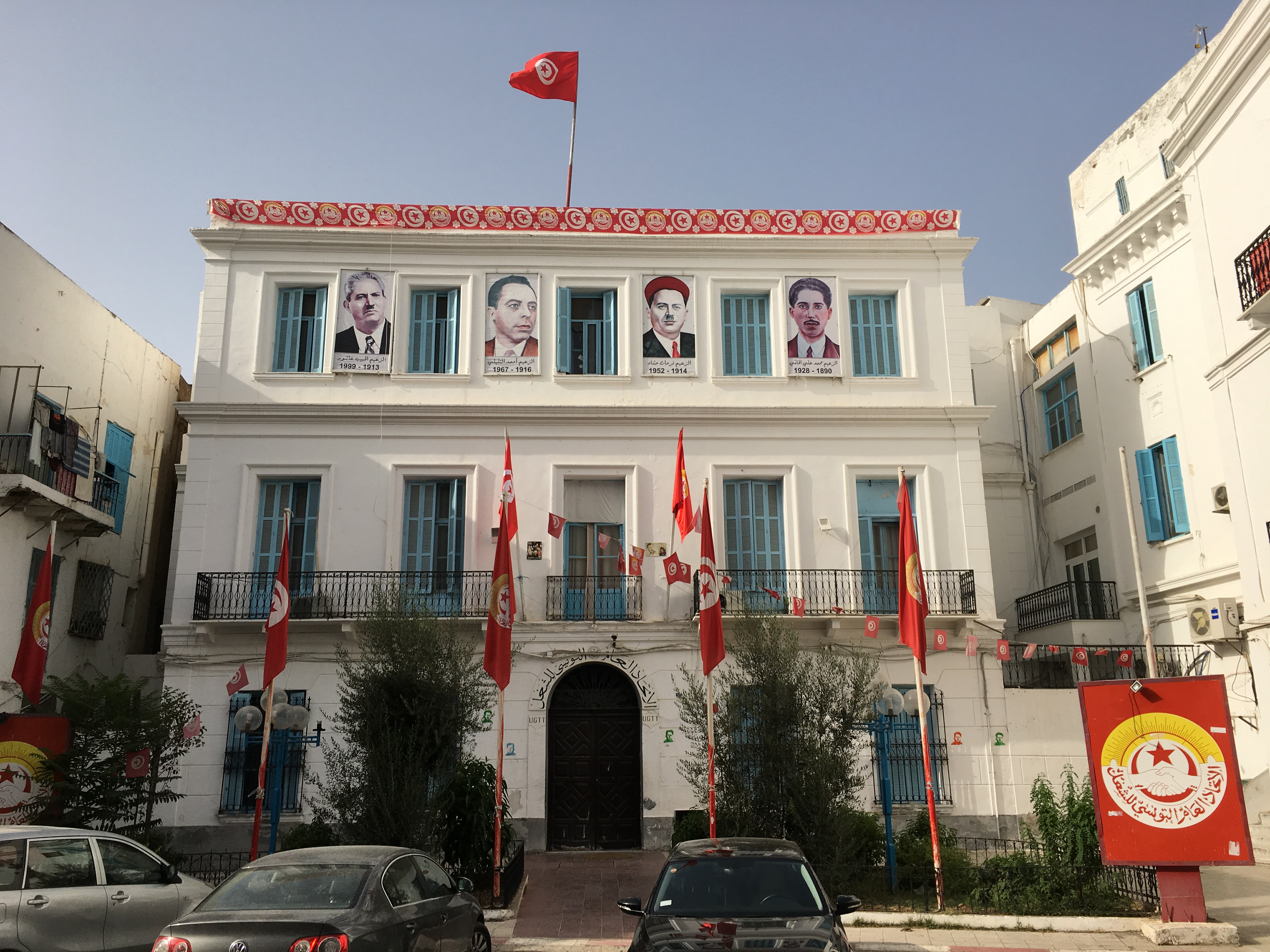
مقر الاتحاد العام التونسي للشغل بتونس 2019.

### الرؤساء
- 1946 - 1947: محمد الفاضل بن عاشور
- 1981 - 1984: الحبيب عاشور

### الأمناء العامون
| - 1946 - 1952: فرحات حشاد - 1952: النوري بودالي - 1952 - 1954: محمد كريم - 1954 - 1956: أحمد بن صالح - 1956 - 1963: أحمد التليلي - 1963 - 1965: الحبيب عاشور - 1965 - 1970: بشير باللاغة - 1970 - 1978: الحبيب عاشور | - 1978 - 1981: التيجاني عبيد - 1981 - 1984: الطيب البكوش - 1984 - 1989: الحبيب عاشور - 1989 - 2000: إسماعيل السحباني - 2000 - 2011: عبد السلام جراد - 2011 - 2017: حسين العباسي - منذ 2017: نور الدين الطبوبي |

## الاتحاد في البرلمان

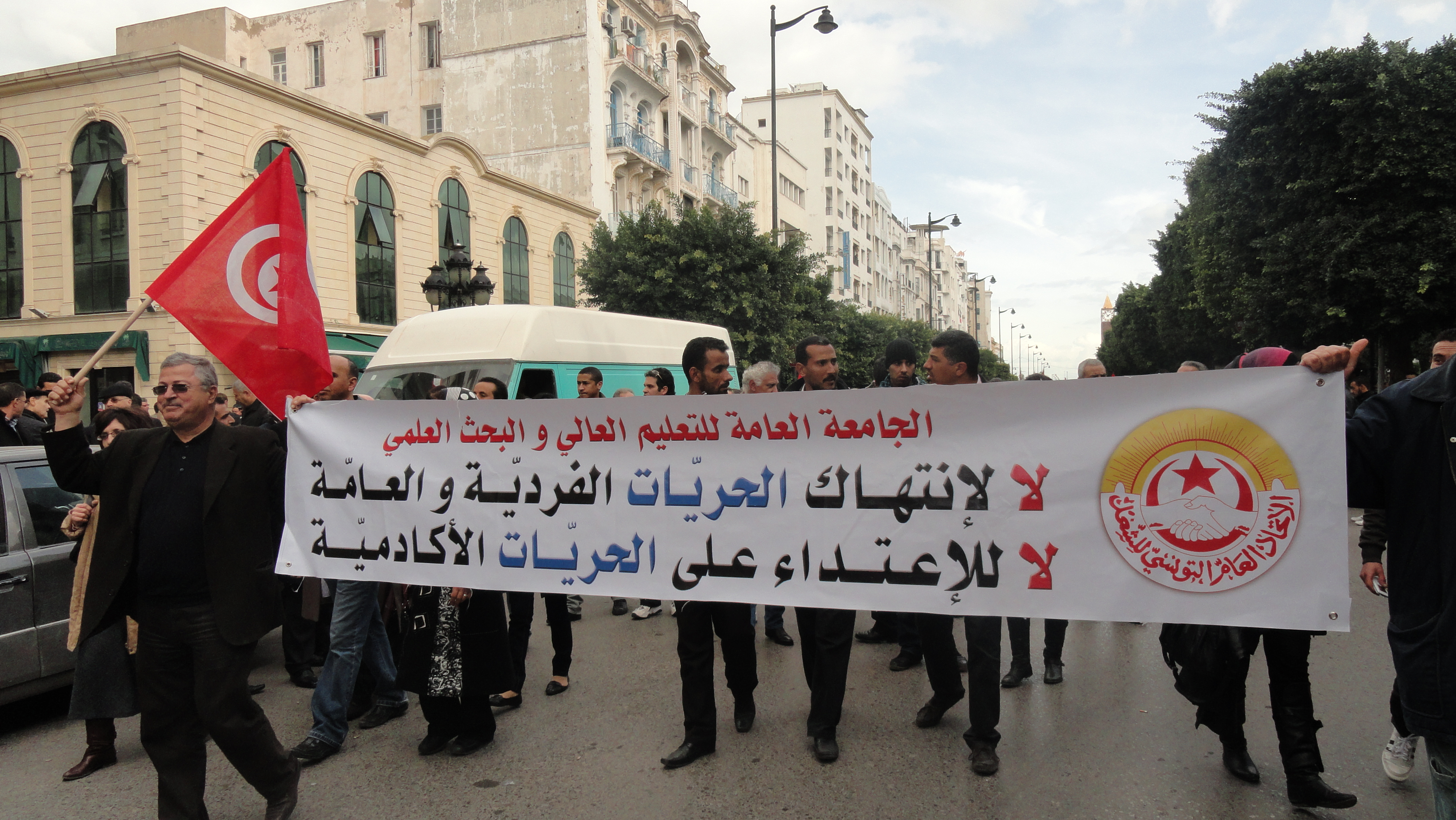
لافتة الاتحاد العام التونسي للشغل خلال مظاهرة يوم 28 يناير 2012.

كان الاتحاد دائما ممثلا في البرلمان التونسي، وذلك في إطار قوائم الحزب الحاكم: في البداية في إطار الجبهة الوطنية، ثم ضمن قوائم الحزب الاشتراكي الدستوري تحت حكم الحبيب بورقيبة، ثم ضمن قوائم التجمع الدستوري الديمقراطي تحت حكم زين العابدين بن علي، ويذكر أن النقابة كانت تترك حرية الاختيار لمرشحيها للترشح ضمن قوائم الحزب الحاكم. فانتخابات المجلس الوطني التأسيسي 2011 بعض النقابيين قدموا قوائم مستقلة: منصف اليعقوبي وحسن الديماسي ورضا بوزريبة وعبد النور المداهي ومحمد الطاهر الشايب ومنجية الزبيدي ويوسف الصالح وبشير العبيدي، آخرين كانوا رؤساء قوائم لأحزاب مثل حفيظ حفيظ، ولكن لم يستطع أي أحد منهم الفوز بمقاعد في المجلس.
المجلس القومي التأسيسي
| الدائرة الانتخابية         | النائب المؤسس      |
| -------------------------- | ------------------ |
| تونس                       | عمر الرياحي        |
| مجردة-زغوان                | سليمان الزواري     |
| ضواحي تونس                 | محمود بن عز الدين  |
| سوق الإربعاء-عين دراهم     | صالح قلعاوي        |
| الكاف-تبرسق                | عز الدين عباسي     |
| الكاف-تبرسق                | أحمد عمارة         |
| بنزرت-ماطر                 | حبيب تليبة         |
| بنزرت-ماطر                 | أحمد بن حميدة      |
| نابل-سليمان                | بشير بلاغة         |
| القيروان-جلاص              | مصطفى الفيلالي     |
| سوسة                       | عبد الله فرحات     |
| صفاقس-الصخيرة-جبنيانة      | الحبيب عاشور       |
| صفاقس-الصخيرة-جبنيانة      | محمود الغول        |
| سيدي بوزيد-قفصة-توزر       | أحمد التليلي       |
| سيدي بوزيد-قفصة-توزر       | محمد الأمين الشابي |
| سيدي بوزيد-قفصة-توزر       | حسونة بن طاهر      |
| ورغمة-تطاوين-مطماطة-نفزاوة | أحمد بن صالح       |
| ورغمة-تطاوين-مطماطة-نفزاوة | محمود الخياري      |
| ورغمة-تطاوين-مطماطة-نفزاوة | محمد الراي         |
| المجموع                    | 19                 |

المدة النيابية الأولى (1959)
| الدائرة الانتخابية | النائب             |
| ------------------ | ------------------ |
| تونس               | محمد بن عبد القادر |
| الضواحي الشمالية   | علي حفيظ           |
| الضواحي الجنوبية   | عمر الرياحي        |
| باجة               | الحبيب عاشور       |
| سوق الإربعاء       | يوسف حمدي          |
| الكاف              | النوري بودالي      |
| بنزرت-ماطر         | الحبيب تليبة       |
| بنزرت-ماطر         | أحمد بن حميدة      |
| القيروان           | عمر الجمالي        |
| القصرين            | رشيد الجباري       |
| صفاقس              | رباح محفوظ         |
| صفاقس              | عبد العزيز بوراوي  |
| قفصة               | أحمد التليلي       |
| قفصة               | رشدي القلايعي      |
| قفصة               | حسونة بن طاهر      |
| المجموع            | 15                 |

المدة النيابية الثانية (1964)
| الدائرة الانتخابية | النائب            |
| ------------------ | ----------------- |
| الضواحي الجنوبية   | محمد الراي        |
| باجة               | الحبيب عاشور      |
| الكاف              | النوري بودالي     |
| بنزرت-ماطر         | الحبيب تليبة      |
| القيروان           | عمر الجمالي       |
| صفاقس              | رباح محفوظ        |
| صفاقس              | عبد العزيز بوراوي |
| قفصة               | أحمد التليلي      |
| قفصة               | حسونة بن طاهر     |
| المجموع            | 9                 |

المدة النيابية الثالثة (1969)
| الدائرة الانتخابية | النائب            |
| ------------------ | ----------------- |
| تونس 1             | بشير بلاغة        |
| تونس 3             | بوبكر عزيز        |
| الكاف              | النوري بودالي     |
| بنزرت-ماطر         | الحبيب تليبة      |
| القيروان           | عمر الجمالي       |
| المنستير           | مصطفى مخلوف       |
| صفاقس              | رباح محفوظ        |
| صفاقس              | عبد العزيز بوراوي |
| صفاقس              | الطيب زليلة       |
| قفصة               | بشير بن سليمان    |
| المجموع            | 10                |

المدة النيابية الرابعة (1974)
| الدائرة الانتخابية | النائب               |
| ------------------ | -------------------- |
| تونس 2             | إسماعيل لاجري        |
| تونس 3             | عبد الرحمان الخبثاني |
| تونس 3             | الحبيب الشاوش        |
| تونس 4             | عامر بن عائشة        |
| باجة               | خير الدين الصالحي    |
| جندوبة             | مصطفى بلعيد          |
| الكاف              | التيجاني عبيد        |
| بنزرت-ماطر         | خليفة عبيد           |
| القيروان           | محمد بن حمودة        |
| سوسة               | مصطفى مخلوف          |
| سوسة               | محمد الوسلاتي        |
| صفاقس              | الحبيب عاشور         |
| صفاقس              | عبد العزيز بوراوي    |
| صفاقس              | حسن حمودية           |
| قفصة               | محمد بن عمر          |
| المجموع            | 15                   |

المدة النيابية الخامسة (1979)
| الدائرة الانتخابية | النائب               |
| ------------------ | -------------------- |
| تونس 1             | بوبكر عزيز           |
| تونس 1             | عبر الرحمان الخبثاني |
| تونس 2             | الحبيب الشاوش        |
| الكاف              | غزوني السويسي        |
| سوسة               | صالح الفريقي         |
| القصرين            | التيجاني عبيد        |
| القصرين            | محمد علي السهيلي     |
| المجموع            | 7                    |

المدة النيابية السادسة (1981)
| الدائرة الانتخابية | النائب             |
| ------------------ | ------------------ |
| تونس 1             | ناجي الشعري        |
| تونس 2             | لطفي اللبان        |
| تونس 3             | الصادق علوش        |
| تونس 3             | بشير مبروك         |
| تونس 3             | عبد العزيز الزواري |
| باجة               | خير الدين الصالحي  |
| باجة               | صلاح الدين الزوابي |
| جندوبة             | مصطفى الغربي       |
| الكاف              | غزوني السويسي      |
| سليانة             | صالح العبيدي       |
| بنزرت              | محسن الدريدي       |
| نابل               | مولدي شويخة        |
| القيروان           | الهادي بوراوي      |
| سوسة               | صالح الأحمر        |
| المنستير           | فاضل البكوش        |
| القصرين            | محمد الكافي العمري |
| صفاقس 1            | محمد سالم كريم     |
| صفاقس 2            | الصادق بسباس       |
| صفاقس 2            | عبد الرزاق غربال   |
| قفصة               | عبد الحميد بلعيد   |
| قفصة               | بلقاسم الأحمادي    |
| توزر               | سالم عبد المجيد    |
| سيدي بوزيد         | محمد بوزيد         |
| قابس               | حسن حمودية         |
| مدنين              | مسعود ذياب         |
| مدنين              | سعيد حداد          |
| المجموع            | 26                 |

المدة النيابية السابعة (1986)
| الدائرة الانتخابية | النائب             |
| ------------------ | ------------------ |
| تونس               | عبد الستار الشناوي |
| تونس               | علي الأشعل         |
| بن عروس            | حسن حمودية         |
| باجة               | خير الدين الصالحي  |
| جندوبة             | مصطفى بلعيد        |
| جندوبة             | مصطفى الغربي       |
| صفاقس              | عبد العزيز بوراوي  |
| قفصة               | عبد الحميد بلعيد   |
| قفصة               | إسماعيل لاجري      |
| المجموع            | 9                  |

المدة النيابية الثامنة (1989)
قرر الاتحاد عدم تقديم مرشحين رسميا لهذه الانتخابات، ولكن البعض من أعضائه ترشحوا ضمن مختلف القوائم، و3 منهم فازوا بمقاعد مع التجمع الدستوري الديمقراطي.
| الدائرة الانتخابية | النائب             |
| ------------------ | ------------------ |
| بنزرت              | محسن الدريدي       |
| القيروان           | محمد الصغير سعيدان |
| قفصة               | عمار العباسي       |
| المجموع            | 3                  |

المدة النيابية التاسعة (1994)
الاتحاد اعتمد نفس الموقف المحايد كالانتخابات السابقة، نفس النواب الثلاثة السابقين إضافة إلى مرشح رابع فازوا بمقاعد مع حزب التجمع الدستوري الديمقراطي.
| الدائرة الانتخابية | النائب                |
| ------------------ | --------------------- |
| بنزرت              | محسن الدريدي          |
| الكاف              | محمد المالكي الورتاني |
| القيروان           | محمد الصغير سعيدان    |
| قفصة               | عمار العباسي          |
| المجموع            | 4                     |

المدة النيابية العاشرة (1999)
النواب الأربعة السابقين ازداد لهم نائب خامس، دائما ضمن قوائم التجمع الدستوري الديمقراطي.
| الدائرة الانتخابية | النائب                |
| ------------------ | --------------------- |
| بن عروس            | الحبيب عتيق           |
| بنزرت              | محسن الدريدي          |
| الكاف              | محمد المالكي الورتاني |
| القيروان           | محمد الصغير سعيدان    |
| قفصة               | عمارة العباسي         |
| المجموع            | 5                     |

المدة النيابية الحادية عشر (2004)
في 2004، فقط نائبين إثنين تمسك بهم التجمع الدستوري الديمقراطي، من بينهم عمارة العباسي الذي يملك تأثير كبير على النقابات المنجمية، وفاز هنا بولاية رابعة.
| الدائرة الانتخابية | النائب        |
| ------------------ | ------------- |
| منوبة              | مصطفى المديني |
| قفصة               | عمارة العباسي |
| المجموع            | 2             |

المدة النيابية الثانية عشر (2009)
| الدائرة الانتخابية | النائب          |
| ------------------ | --------------- |
| منوبة              | مصطفى المديني   |
| سيدي بوزيد         | التوهامي الهاني |
| المجموع            | 2               |

## روابط خارجية
- الموقع الرسمي لاتحاد الشغل.

## بيبليوغرافيا
- شهادة أحمد بن صالح السياسية، إضافات حول: نضاله الوطني والدولي، تقديم: د. عبد الجليل التميمي، منشورات مؤسسة التميمي للبحث العلمي والمعلومات، زغوان-تونس 2002.
- Boubaker Ltaief Azaiez, Tels syndicats tels syndicalistes, Tunis 1980.
- Mustapha Kraiem, La classe ouvrière tunisienne et la lutte de libération nationale (1939-1952), Imp. UGTT, 1980.
- Abdesselem Ben Hamida, Le syndicalisme tunisien de la deuxième guerre mondiale à l'autonomie interne, Publications de l'Université de Tunis, 1989.